# Mineriada del giugno 1990
Con il nome di Mineriada del giugno 1990 sono conosciuti gli eventi che si sono verificati tra il 13 e il 15 giugno 1990 a Bucarest. Le forze dell'ordine, con il supporto dei minatori provenienti dalla valle del Jiu, intervennero con la forza per reprimere le proteste di Piața Universității contro il governo provvisorio di Ion Iliescu, che erano iniziate in aprile. Si tratta della terza mineriada, nonché di quella che ha causato il maggior numero di vittime (6 morti e 746 feriti).

## Cause
Gli entusiasmi iniziali scaturiti dalla rivoluzione romena del 1989 furono stemperati nel gennaio 1990, dopo che il Consiglio del Fronte di Salvezza Nazionale (CFSN), organizzazione di governo provvisorio guidata da Ion Iliescu e composta perlopiù da elementi che in passato erano stati membri del Partito Comunista Rumeno, aveva deciso di trasformarsi in partito politico per concorrere alle elezioni del maggio 1990.
I partiti di opposizione, Partito Nazionale Contadino Cristiano Democratico (PNȚCD) e Partito Nazionale Liberale (PNL), organizzarono sin da subito delle manifestazioni. Alla Mineriada del gennaio 1990 e alla Mineriada del febbraio 1990 seguirono, in aprile, le proteste di Piața Universității a Bucarest. Studenti e professori dell'Università di Bucarest si unirono alle proteste, invocando l'applicazione della Proclamazione di Timișoara, documento programmatico che reclamava la non eleggibilità degli ex membri del Partito Comunista Rumeno. Iliescu etichettò i manifestanti come "facinorosi" (rumeno: golani) o hooligan. Per tale motivo nel linguaggio comune le proteste presero il nome di golaniada.
Dopo le elezioni del 20 maggio 1990, vinte dal FSN e da Iliescu, riconfermato presidente con una vittoria schiacciante, il governo decise di far sgomberare i manifestanti che si erano accampati in Piața Universității. Questi, tuttavia, resistettero con la violenza all'intervento delle forze dell'ordine, attaccando, per reazione, alcuni commissariati di polizia, la sede della Televiziunea Română e quella del Ministero degli Esteri. Iliescu chiamò a raccolta la popolazione per salvare il "regime democratico sotto assedio" a Bucarest, per ripristinare l'ordine messo in pericolo dai golani. Come nelle precedenti mineriade, furono i minatori a raccogliere l'appello e 10 000 di questi furono trasportati nella capitale dalla regione della valle del Jiu con treni speciali.

## Eventi del 13-15 giugno 1990
Nella mattina del 13 giugno 1990, tra le ore 3:00 e le ore 4:00 del mattino, le forze dell'ordine distrussero le tende dei manifestanti accampati in Piața Universității di fronte all'Hotel Intercontinental. Un'ora più tardi la polizia attaccò la sede dell'occupata facoltà di architettura. Alle ore 9:30 si verificarono scontri con la polizia all'altezza dell'ospedale Colțea e vi furono numerosi arresti. I manifestanti si rifugiarono all'interno della facoltà di architettura, che intorno alle ore 12:00 fu circondata da un gruppo di operai dell'industria metallurgica IMGB che, contrari alle proteste, ritenevano il gruppo asserragliato dentro l'università il responsabile dei disordini. Per tutto il pomeriggio l'intervento della polizia fu ostacolato dalla resistenza dei contestatori e dal lancio di bottiglie Molotov, sanpietrini rimossi dal piano stradale e oggetti contundenti. Diversi autobus della polizia furono dati alle fiamme. Alle 17:30 il leader dell'associazione studentesca Marian Munteanu comunicò che gli studenti erano in sciopero e che sarebbero rimasti barricati all'interno della facoltà di architettura fino al rilascio dei loro compagni arrestati. Fino a sera si registrarono attacchi alle sedi di alcuni commissariati di polizia, del Ministero degli Interni, dei servizi segreti e della Televiziunea Română. Dalle emittenti radio e televisive Ion Iliescu si appellò alla popolazione per porre fine ai disordini:
(Ion Iliescu)
Nella notte tra il 13 e il 14 giugno 10 000 minatori furono trasportati a Bucarest con treni speciali dalla Valle del Jiu (tre da Petroșani, uno da Motru). Nella mattina del 14 giugno il Ministro degli Interni Mihai Chițac fu destituito dall'incarico a causa dell'incertezza dimostrata dalle forze di polizia e fu sostituito da Doru-Viorel Ursu. Nella stessa giornata i minatori intervennero per sedare la protesta con la violenza. La facoltà di architettura fu devastata, mentre docenti e studenti che partecipavano alle contestazioni, tra i quali lo stesso Munteanu, furono duramente percossi dai minatori e sottoposti ad arresto da parte della polizia. Le sedi dei giornali di opposizione (România Liberă, Dreptatea, Express, 22, Baricada) subirono pesanti danni. In particolare România Liberă non fu pubblicato per il periodo tra il 14 e il 19 giugno a causa della distruzione della redazione di Piața Presei e al conseguente rifiuto dei tipografi di stampare articoli antigovernativi. Allo stesso modo furono devastase le sedi dei partiti PNȚCD e PNL e furono assaltate persino le abitazioni di alcuni dei loro leader. Dalla casa di Ion Rațiu (PNȚCD), ad esempio, furono sottratti 100 000 dollari.
Il 15 giugno, una volta represse le contestazioni, i minatori furono accolti nella sede espositiva del Romexpo, dove il presidente Iliescu li ringraziò pubblicamente per il loro intervento e per l'alto senso civico dimostrato:
(Ion Iliescu)

## Vittime
Il dibattito sul numero delle vittime è controverso. Se ufficialmente vi furono 6 morti, 746 feriti e 1 030 arresti, l'Associazione delle Vittime delle Mineriade, per voce del suo rappresentante Viorel Ene, sosteneva che potrebbero esservi state più di 100 vittime, basandosi su documenti, confessioni di medici e prove presenti nei cimiteri di Domnești e Străulești. Un'inchiesta del quotidiano România Liberă dimostrò che più di 128 cadaveri non identificati furono sepolti in una fossa comune al cimitero di Străulești, probabilmente riconducibili agli eventi del 13-15 giugno 1990.

## Ruolo delle istituzioni
Mentre la posizione ufficiale del governo fu di sostegno ai minatori, considerati un corpo esterno rispetto agli organi statali, altre inchieste rivelarono un supporto diretto delle istituzioni alla repressione violenta della rivolta. Diverse indagini governative rivelarono il coinvolgimento dei servizi segreti del Serviciul Român de Informații (SRI) guidato da Virgil Măgureanu, organo erede della struttura della Securitate, la polizia politica dell'epoca comunista. Al fianco dei minatori, infatti, furono identificati personaggi precedentemente legati alla Securitate, che avevano rivestito un ruolo attivo nell'organizzazione degli assalti dei minatori. Oltre alle accuse di avere degli agenti infiltrati tra i minatori, fu provato che il SRI nel periodo delle proteste distribuiva dei volantini che si rifacevano alla Guardia di Ferro, organizzazione fascista prebellica, in modo da screditare le rivendicazioni dei manifestanti e dei leader dell'opposizione.

## Reazioni
Gli organi di informazione rumeni in mano al controllo statale (principalmente la Televiziunea Română) fornirono una versione pro-governativa dei fatti, evidenziando gli elementi sovversivi e criminali dei manifestanti di Piața Universitații.
L'opinione pubblica internazionale fu fortemente scossa dagli eventi di Bucarest. Le televisioni e i maggiori quotidiani riportarono il verificarsi di brutali violenze, mentre il Dipartimento di Stato degli Stati Uniti d'America sotto l'amministrazione Bush dichiarò che le azioni autorizzate dal presidente Iliescu avevano colpito il cuore della democrazia rumena. L'ambasciatore americano a Bucarest Alan Green definì bloccato il processo di transizione democratica del paese, aspettandosi la condanna delle violenze da parte del presidente Iliescu.
La condanna fu unanime da parte di tutti paesi occidentali (Regno Unito, Italia, Belgio, Svizzera, Germania e Austria) che definirono "terroristi" i metodi della polizia a Bucarest. Il presidente francese François Mitterrand pregò il governo rumeno di applicare solamente mezzi legali per riportare l'ordine pubblico, evitando il rischio di una guerra civile. Nei giorni successivi furono congelati gli accordi commerciali tra i paesi membri della Comunità economica europea e la Romania, che divenne un paese a rischio di isolamento. Persino i paesi della ex Cortina di ferro criticarono l'operato del governo. Il ministro degli esteri della Polonia espresse la sua indignazione per il mancato rispetto dei diritti umani in Romania, mentre il presidente della Cecoslovacchia Václav Havel propose ad Iliescu di condannare le violenze in atto nella capitale.
La stampa internazionale (The Times, Le Monde, The Washington Post, The New York Times, La Repubblica, Corriere della Sera) descrisse degli scenari da incubo, accusando il governo di mettere in pericolo la democrazia.
Lungi dal comprenderne le implicazioni politiche, i minatori intervennero in massa, rispondendo ad una chiamata basata su una semplice retorica, in cui l'idea principale era che nel caso in cui i manifestanti fossero riusciti a prendere il potere in sostituzione di Iliescu e del suo partito, i minatori sarebbero stati la classe più svantaggiata, con la perdita di posti di lavoro e il rischio dell'indigenza economica.
Lo storico Andrei Pippidi paragonò la terza mineriada alla Notte dei cristalli della Germania nazista.
Nell'ambito dell'inchiesta sulle mineriade, nel 2005 l'ex Ministro degli Interni Mihai Chițac riportò a Dan Voinea, magistrato che aveva in carico l'analisi degli eventi della mineriade del 13-15 giugno 1990, che il piano di repressione delle proteste era stato preparato dallo stesso Iliescu.
Il politico Adrian Năstase, nominato ministro degli esteri del governo del gabinetto di Petre Roman a due settimane dagli eventi del 13-15 giugno e successivamente primo ministro dal 2000 al 2004, nel 2006 affermò che fu necessario lavorare duramente per far recuperare credibilità internazionale al paese.
L'ex capo del Serviciul de Informații Externe dal 1992 al 1997 Ioan Talpeș in un'intervista del 2012 sostenne che le proteste di Piața Universitații furono organizzate dai servizi segreti dei paesi stranieri, in primis la Francia, per insediare un governo filo-occidentale con presidente il leader del Partito Nazionale Contadino Cristiano Democratico Ion Rațiu.

## Conseguenze
Dopo due settimane dai fatti di Bucarest si insediò il nuovo governo di Petre Roman, primo ministro del Fronte di Salvezza Nazionale (FSN), che aveva vinto le elezioni del 20 maggio 1990. Mentre il voto popolare legittimò la presidenza di Iliescu, l'intervento dei minatori placò le proteste di piazza. Il movimento dei minatori di Miron Cozma, tuttavia, confermò la propria forza in un paese politicamente instabile. I minatori, infatti, tornarono all'azione ancora nel settembre 1991, nel gennaio 1999 e nel febbraio 1999.
Nonostante l'istituzione di commissioni d'inchiesta per chiarire i fatti delle mineriade, nessun poliziotto fu condannato per le violenze perpetrate, sebbene sia stato provato che queste siano avvenute in presenza o con il supporto delle forze dell'ordine.

## Inchieste giudiziarie sulla mineriada del giugno 1990
Gli eventi del 13-15 giugno 1990 segnarono profondamente la storia della Romania contemporanea e furono oggetto di un lunghissimo percorso giudiziario conosciuto in romeno con il nome di Dosarul Mineriadei, che faceva riferimento a tutte le iniziative della procura volte a svelarne i fatti. La mineriada del giugno 1990 fu discussa da due commissioni parlamentari d'inchiesta che, però, non condussero a risultati concreti, mentre le indagini portate avanti dalla procura del tribunale di Bucarest tra il 1990 e il 1997 si chiusero senza l'avvio di un procedimento formale. Fino all'elezione del presidente della repubblica Emil Constantinescu, che promise di far luce su quanto accaduto in quelle giornate, non esisteva un'inchiesta unitaria, mentre tutte le prove documentali erano state raccolte dai singoli commissariati della polizia di Bucarest o dalle procure distrettuali, che avevano lavorato individualmente.
Sul finire degli anni novanta il capo della procura militare Dan Voinea fu incaricato della gestione dei casi sulla mineriada e sulla rivoluzione romena, per la quale nel 1997 rinviò a giudizio i generali Mihai Chițac (ministro degli interni) e Victor Atanasie Stănculescu (ministro dell'economia). Voinea nel 1998 aprì un fascicolo riguardante le sei morti avvenute tra il 13 e il 14 giugno 1990, che imputava le responsabilità a Ion Iliescu e che, nel 2000, fu inviato all'Alta corte di cassazione e giustizia per l'inizio del processo. Nel 2003, tuttavia, questa rimandò indietro il fascicolo alla procura per un riesame. Un ulteriore filone d'inchiesta, riguardante le oltre mille persone arrestate illegalmente o vittime di violenza, che vedeva Iliescu come indagato, fu avviato nel 2005 e dato in carico al procuratore Ilie Botoș. Tale fascicolo si concluse senza alcun rinvio a giudizio, poiché una decisione del 2008 della Corte costituzionale della Romania ne attribuì la competenza alla giustizia civile e non a quella militare. Il 13 ottobre 2008 la procura generale stabilì che non era il caso di avviare alcun procedimento penale, mentre un'ulteriore indagine della DIICOT per crimini contro l'umanità fu archiviata l'11 marzo 2009.
Continui temporeggiamenti e ritardi, alla fine, spinsero il Consiglio Superiore della Magistratura (CSM) ad intraprendere un'azione disciplinare nei confronti di Voinea, ritenuto colpevole di aver commesso numerose irregolarità nelle indagini, che avevano compromesso la possibilità di arrivare a un risultato. A tal riguardo l'allora procuratore capo della procura dell'alta corte di cassazione e giustizia Laura Codruța Kövesi dichiarò che il paese si trovava di fronte ad un palese fallimento del sistema giudiziario. Voinea fu revocato nel marzo del 2009 ed entrò in pensione nell'aprile dello stesso anno, prima che il CSM potesse infliggergli una pena. Di fronte alla prescrizione dei reati, a vent'anni di distanza dai fatti, il 17 giugno 2009 il procuratore generale dispose l'archiviazione del caso senza avviare alcun procedimento penale. La decisione scagionò Iliescu e altre nove persone, tra le quali Virgil Măgureanu, Mihai Chițac e Victor Athanasie Stănculescu. Secondo Voinea, tuttavia, l'insieme degli atti riguardanti l'inchiesta era già completo dal 2008: il fascicolo d'inchiesta era composto da 413 volumi. Per la sua composizione erano state ascoltate 46 persone con qualità di persona sospettato o di imputato, 1 388 vittime, 146 eredi delle vittime e 589 testimoni, mentre erano stati emessi più di 2 300 mandati di comparizione.
La parte offesa, perciò, presentò un esposto contro l'archiviazione alla Corte europea dei diritti dell'uomo che, tramite una sentenza del 17 settembre 2014 sul ricorso avanzato da Anca Mocanu, Marin Stoica e dall'Associazione 21 Dicembre 1989, obbligò la Romania a riprendere le indagini, sottolineando il vincolo del paese a rendere giustizia alle vittime di crimini contro l'umanità, a prescindere dal tempo trascorso dagli eventi. La procura militare, quindi, il 22 gennaio 2015 propose l'invalidamento della risoluzione 175/P/2008 del 17 giugno 2009 emessa dalla sezione di procedimento penale e criminalistica della procura dell'Alta corte di cassazione e giustizia che aveva stabilito l'archiviazione del caso. Tramite l'ordinanza 3/C3/2015 del 5 febbraio 2015 il procuratore generale dispose la riapertura del fascicolo rispettivo.
Il 23 dicembre 2016 fu comunicato l'avvio del procedimento penale, mentre il 13 giugno 2017 fu confermato il rinvio a giudizio degli imputati. Secondo la requisitoria presentata dai procuratori militari, già nei giorni dell'11 e 12 giugno 1990 le autorità avevano deliberatamente progettato di attaccare in maniera violenta i manifestanti che si trovavano in piazza dell'università a Bucarest, che invocavano l'applicazione dell'art.8 della proclamazione di Timișoara e che esprimevano in modo pacifico le proprie opinioni politiche, che erano in contrasto con quelle della maggioranza politica di quel momento. Nell'attacco, messo in pratica il 13 giugno, erano state coinvolte illegalmente forze del ministero dell'interno, del ministero della difesa, del Serviciul Român de Informații (SRI) e oltre 10 000 minatori e altri operai provenienti da diverse parti del paese. Gli inquisiti furono nomi importanti della rivoluzione, che all'epoca dei fatti rivestivano i seguenti ruoli:
- Ion Iliescu - Presidente
- Petre Roman - Primo ministro
- Gelu Voican Voiculescu - Vice primo ministro
- Virgil Măgureanu - Direttore del Serviciul Român de Informații (SRI)
- Mugurel Cristian Florescu - Procuratore generale aggiunto della Romania e capo della direzione della procura militare
- Emil Dumitrescu - Membro del CFSN e capo della direzione generale della cultura, la stampa e lo sport del ministero dell'interno
- Cazimir Ionescu - Vicepresidente
- Adrian Sârbu - Capo del gabinetto e consigliere del primo ministro
- Miron Cozma - Presidente dell'ufficio esecutivo della Lega dei sindacati minerari della Valle del Jiu
- Matei Drella - Leader del sindacato della miniera di Bărbăteni
- Cornel Burlec Plăieș - Ministro aggiunto del ministero delle miniere
- Vasile Dobrinoiu - Comandante della Scuola militare superiore di ufficiali del ministero dell'interno
- Petre Peter - Comandante dell'unità militare 0575 Măgurele, sotto il comando del ministero dell'interno
- Alexandru Ghinescu - Direttore della fabbrica Întreprinderea de mașini grele București (IMGB)

Il 20 febbraio 2018 ebbe luogo la prima udienza del processo presso la corte militare di appello del tribunale di Bucarest. Una volta ricevuti gli atti delle indagini, nel maggio 2019 l'Alta corte, riscontrando diverse irregolarità, inviò il caso nuovamente alla procura militare per il rifacimento della requisitoria. La decisione fu contestata dalla procura generale che, insieme a centinaia di vittime ed eredi parti in causa, presentò un appello che, però, fu respinto in via definitiva il 10 dicembre 2020.